# Денні Кері
Денні Кері (англ. Danny Carey), повне ім'я Деніел Едвін Кері (англ. Daniel Edwin Carey, нар. 5 травня 1961) — американський музикант, барабанщик рок-гурту Tool.

## Біографія
Денні Кері народився 10 травня 1961 року в місті Паола, штат Канзас, США. В десятирічному віці він почав грати на малому барабані, а за два-три роки пересів за повноцінну ударну установку. У вищій школі він захопився джазом та грав у джазовому ансамблі. Під час навчання в коледжі в Канзас-Сіті Кері навчився грати на індійському інструменті табла, а також захопився сакральною геометрією й окультизмом.
Після закінчення навчання Кері ненадовго переїхав до Портленду, штат Орегон, де грав у декількох місцевих колективах. Врешті решт він опинився в Лос-Анджелесі, працював сесійним музикантом у Керол Кінг, а також грав разом з гуртами Pigmy Love Circus та Green Jellÿ.
Перебуваючи в Лос-Анджелесі Кері познайомився зі співаком Мейнардом Джеймсом Кіненом та гітаристом Адамом Джонсом і 1990 року вони заснували рок-гурт Tool. Колектив швидко став популярним, виконуючи музику в стилях альтернативний рок, артрок, постметал та прогресивний метал. В складі Tool Кері записав п'ять студійних альбомів — Undertow (1993), Ænima (1996), Lateralus (2001), 10,000 Days (2006) та Fear Inoculum (2019) — які стали комерційно успішними та принесли гуртові та його музикантам визнання критиків та слухачів.
Окрім Tool Денні Кері бере участь у сторонніх проєктах, серед яких рок-ф'южн гурт Volto!, супергурт Legend of the Seagullmen за участі Брента Гайндса з Mastodon, Zaum, Pigmy Love Circus, Webb All Stars та інші.